# Rin Tin Tin unter Verbrechern
Rin Tin Tin unter Verbrechern (Originaltitel: While London Sleeps) ist ein US-amerikanischer Kriminalfilm aus dem Jahr 1926 von Howard Bretherton mit Helene Costello und dem Filmhund Rin Tin Tin in den Hauptrollen. Das Drehbuch des Stummfilms basiert auf einer Originalstory des Drehbuchautors Walter Morosco.

## Handlung
Inspektor Burke vom Scotland Yard konzentriert all seine Kräfte auf die Festnahme von London Letter, einem berüchtigten Gangsterboss im Limehouse-Viertel, der sowohl Rin Tin Tin, einen prächtigen Hund, als auch ein menschenähnliches Monster besitzt, das auf Befehl seines Herrn wütet und tötet und The Monk genannt wird. Burke kann die Bande beinahe bei einem versuchten Diebstahl festnehmen, was jedoch von Rin Tin Tins Wahrnehmungsfähigkeiten vereitelt wird. Das Bandenmitglied Foster wird getötet, weil er die Bande verraten hat. 
Als Rin Tin Tin in einem Kampf gegen einen anderen Hund verliert, rettet Burkes Tochter Dale ihn vor London Letters Misshandlungen. Schon nach kurzer Zeit ist der Hund seiner neuen Herrin treu ergeben. Auf Befehl des Verbrechers entführt das Monster Dale und sperrt sie ein. Burke und seine Männer verwunden London Letter bei einer versuchten Festnahme. Rin Tin Tin findet ihn sterbend auf und kann The Monk in einem erbitterten Kampf töten.

## Hintergrund
Der Film wurde am 28. April 1926 als kommender Film mit dem berühmten deutschen Schäferhund Rin Tin Tin angekündigt, der auf einer Geschichte von Darryl F. Zanuck basieren sollte. Obwohl Zanuck in einer Pressemeldung vom 15. Mai 1926 ebenfalls als Autor der Geschichte genannt wurde, wurde sein Name in späteren Nachrichtenartikeln nicht mehr erwähnt, in denen Walter Morosco als alleiniger Autor genannt wurde. 
Die Dreharbeiten begannen in der Woche vom 18. September 1926. Am 30. Oktober 1926 wurde berichtet, dass die Produktion in der Woche zuvor abgeschlossen worden war. Die Dreharbeiten fanden auf dem Studiogelände von Warner Bros. in Hollywood statt, wo vier Straßenkulissen, darunter vierstöckige Gebäude komplett mit Bürgersteigen, Geschäften und der gesamten Einrichtung, den Straßen Londons nachempfunden wurden.
William H. Cannon arbeitete als Regieassistent.
Da keine Kopien der sechs Filmrollen existieren, gilt der Film als verschollen.

## Veröffentlichung
Die Premiere des Films fand am 27. November 1926 statt. 1928 kam er im Deutschen Reich und in Österreich in die Kinos.